# Dinara

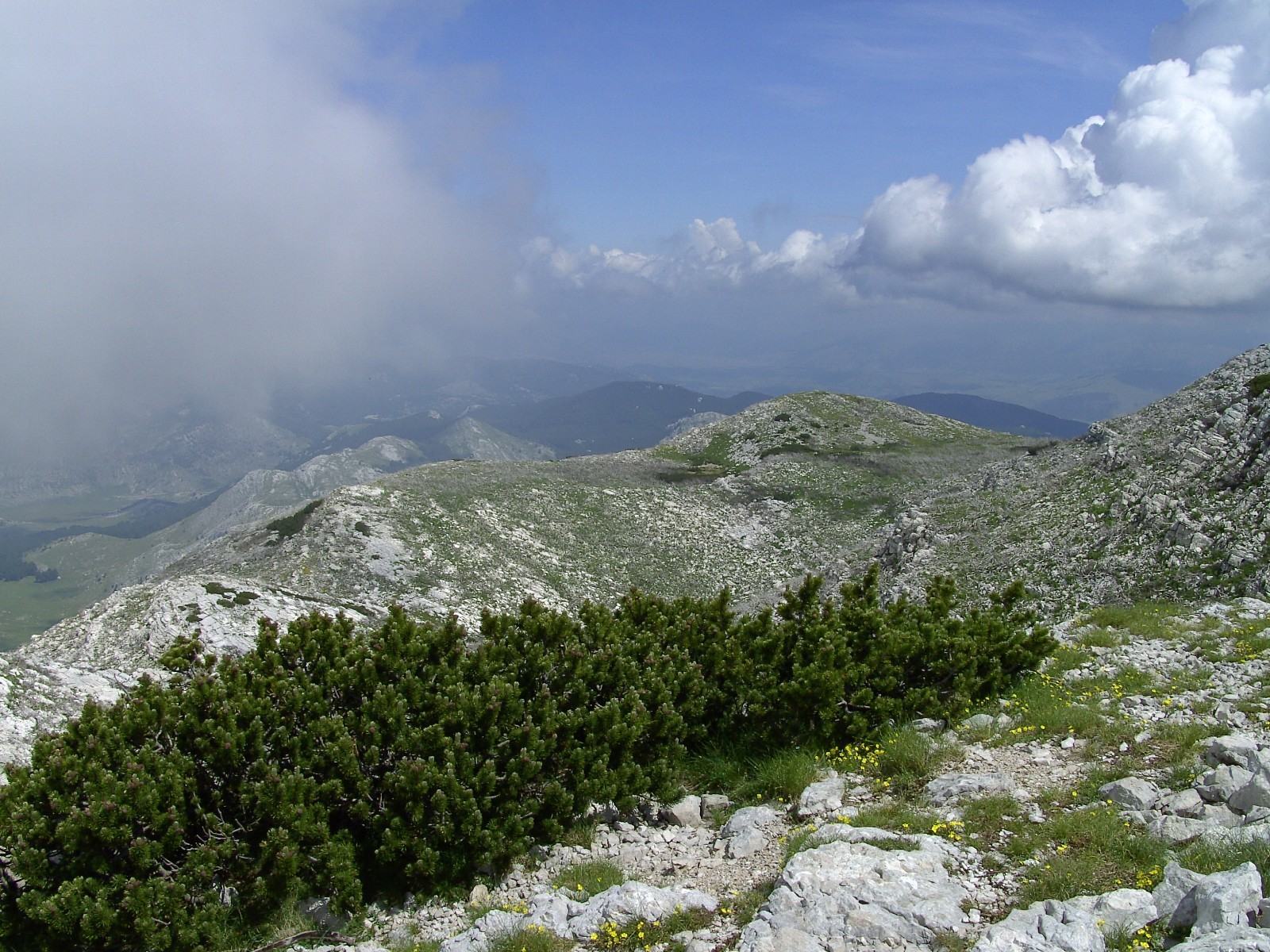
Pohled z vrcholu Sinjal na další hřebeny.

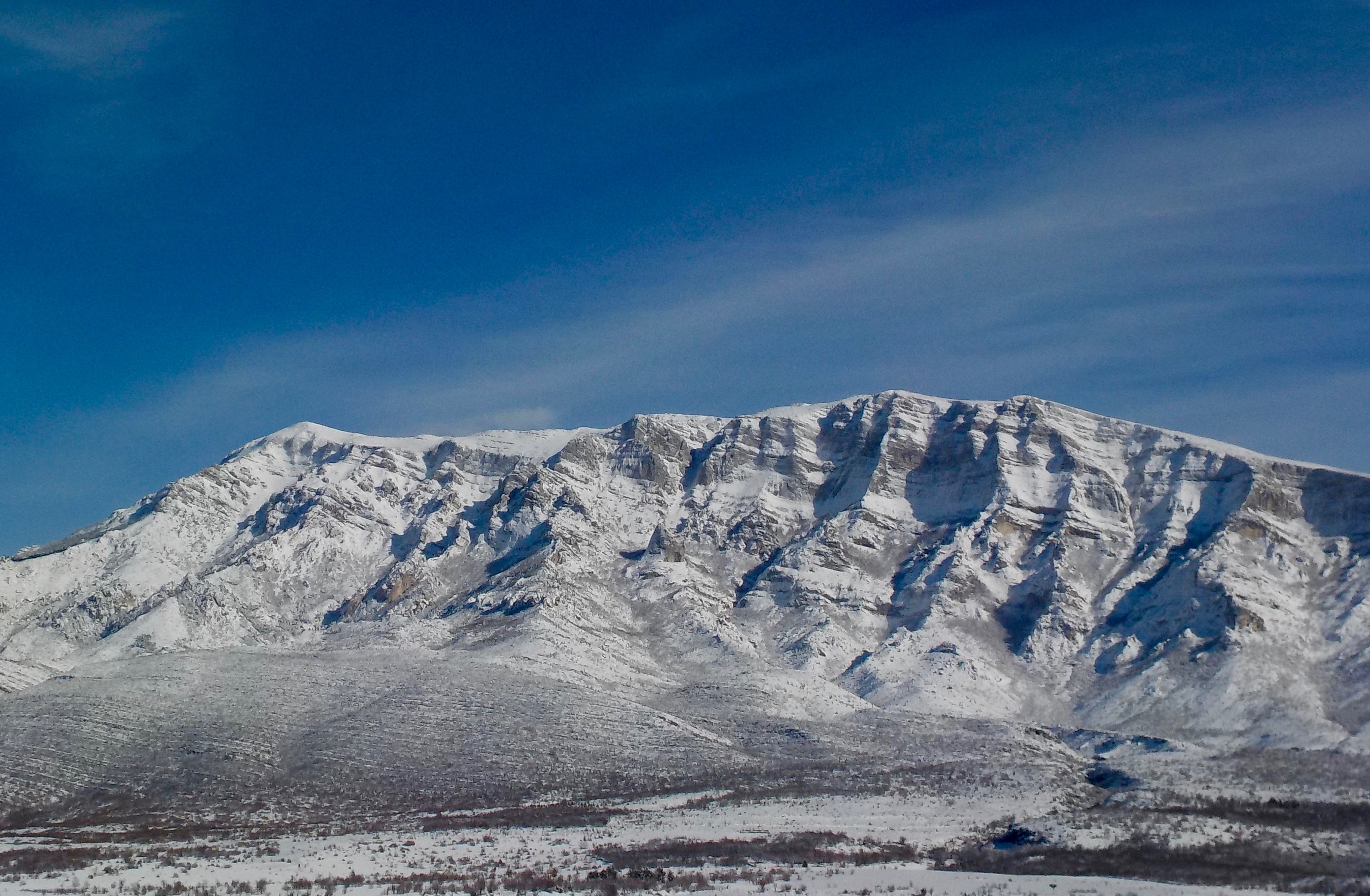
Dinara v zimě.

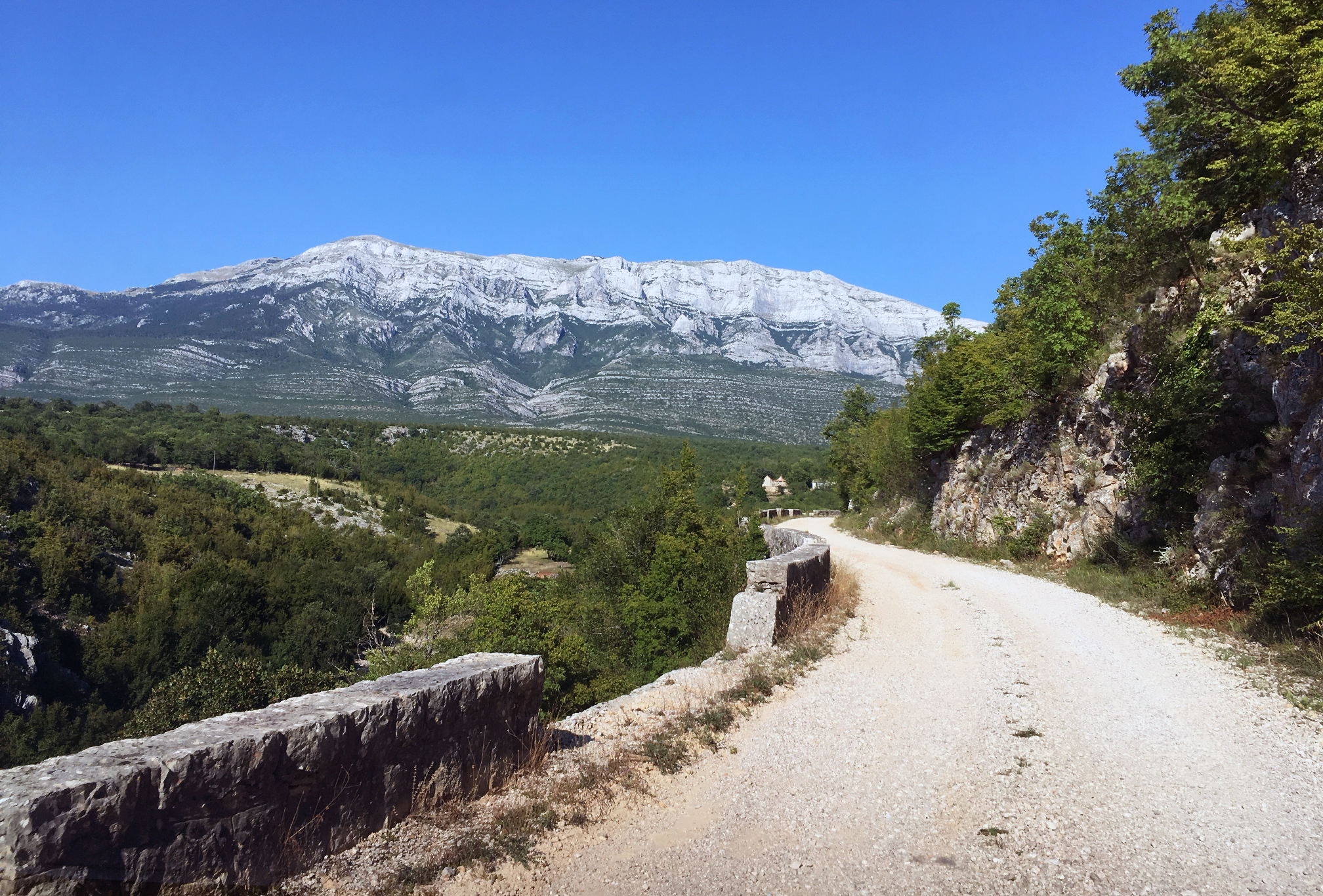
Pohled nedaleko Polači.

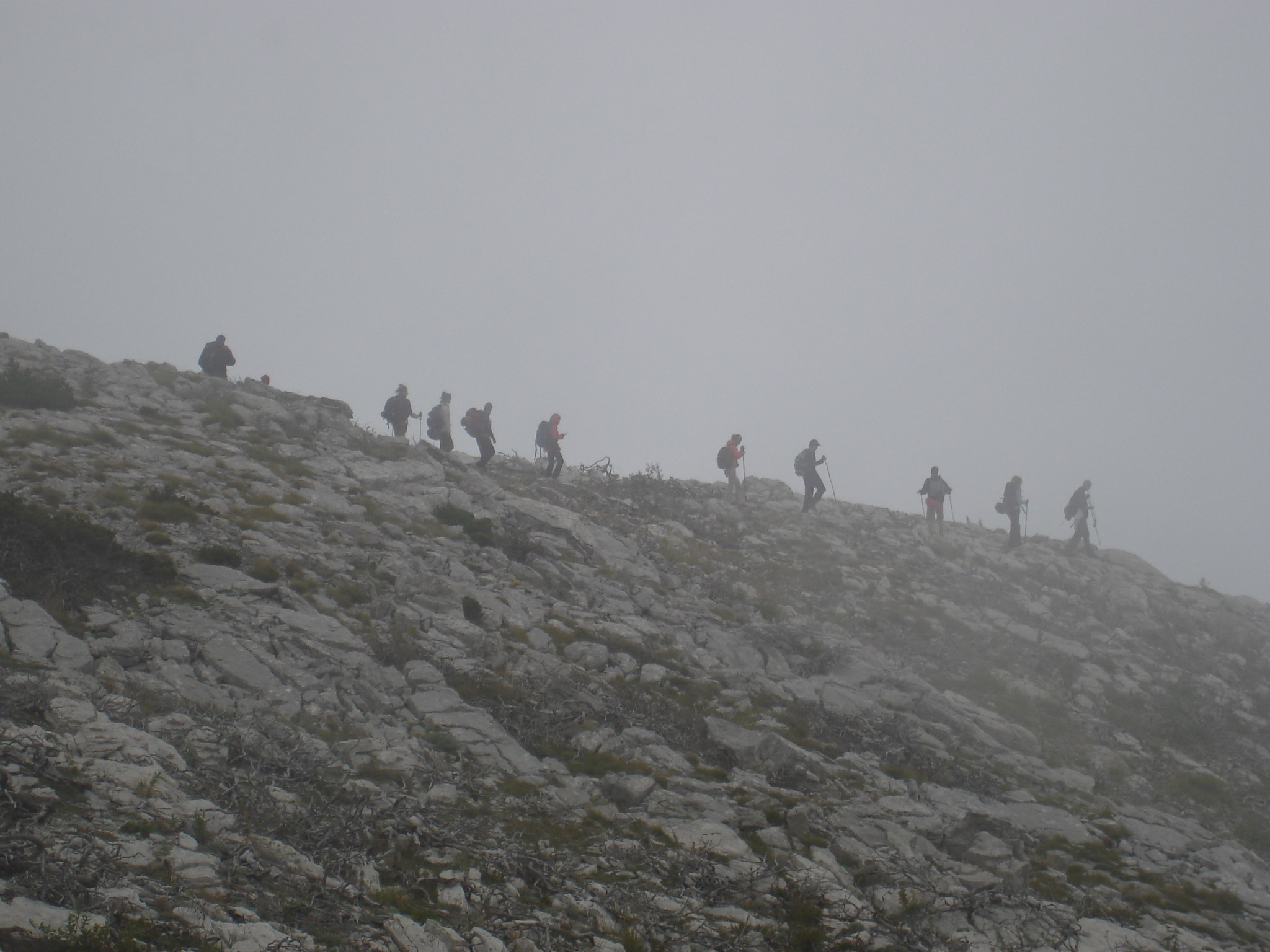
Turistika na Dinaře.

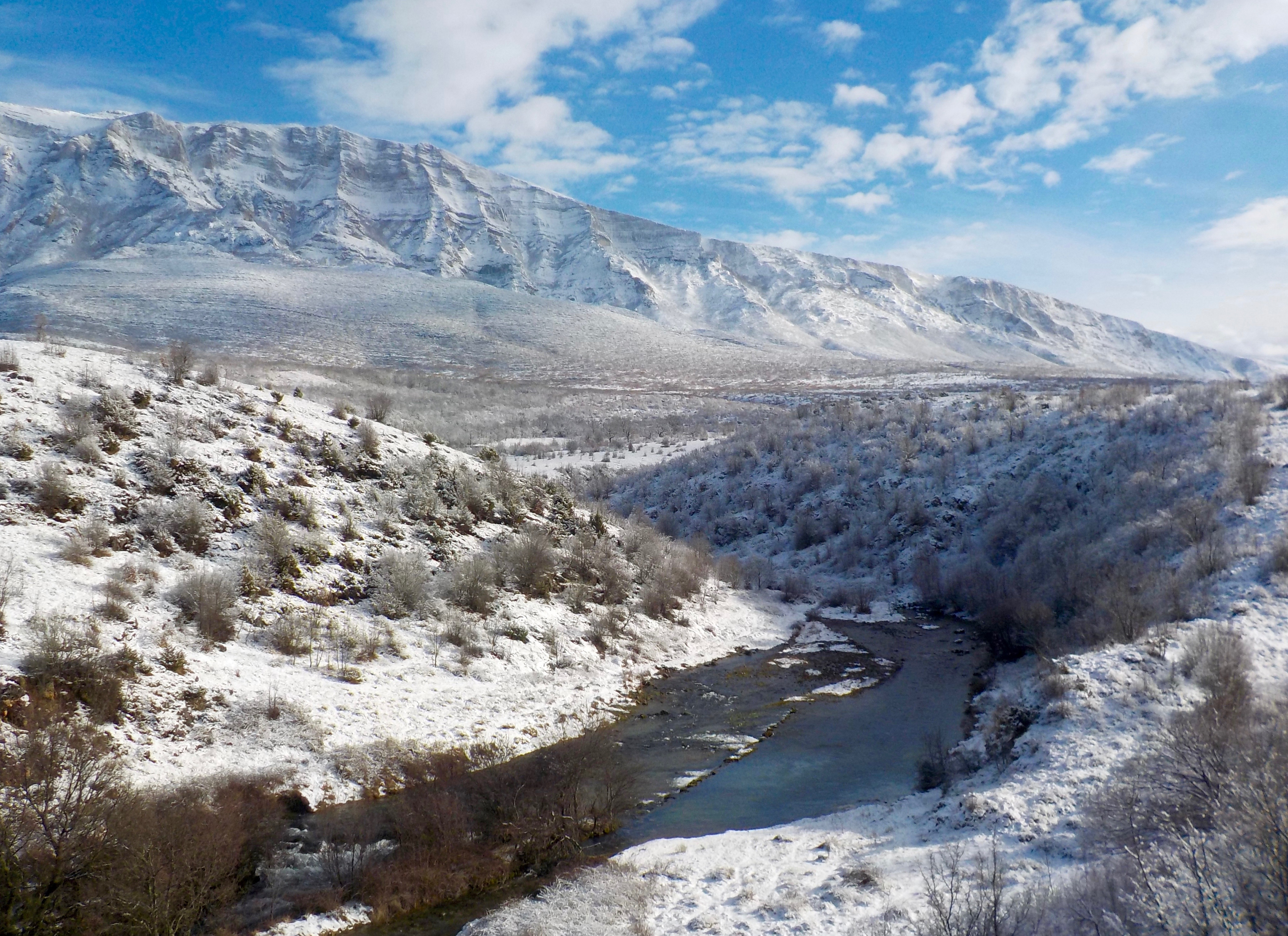
Řeka Krčić vytékající z Dinary.

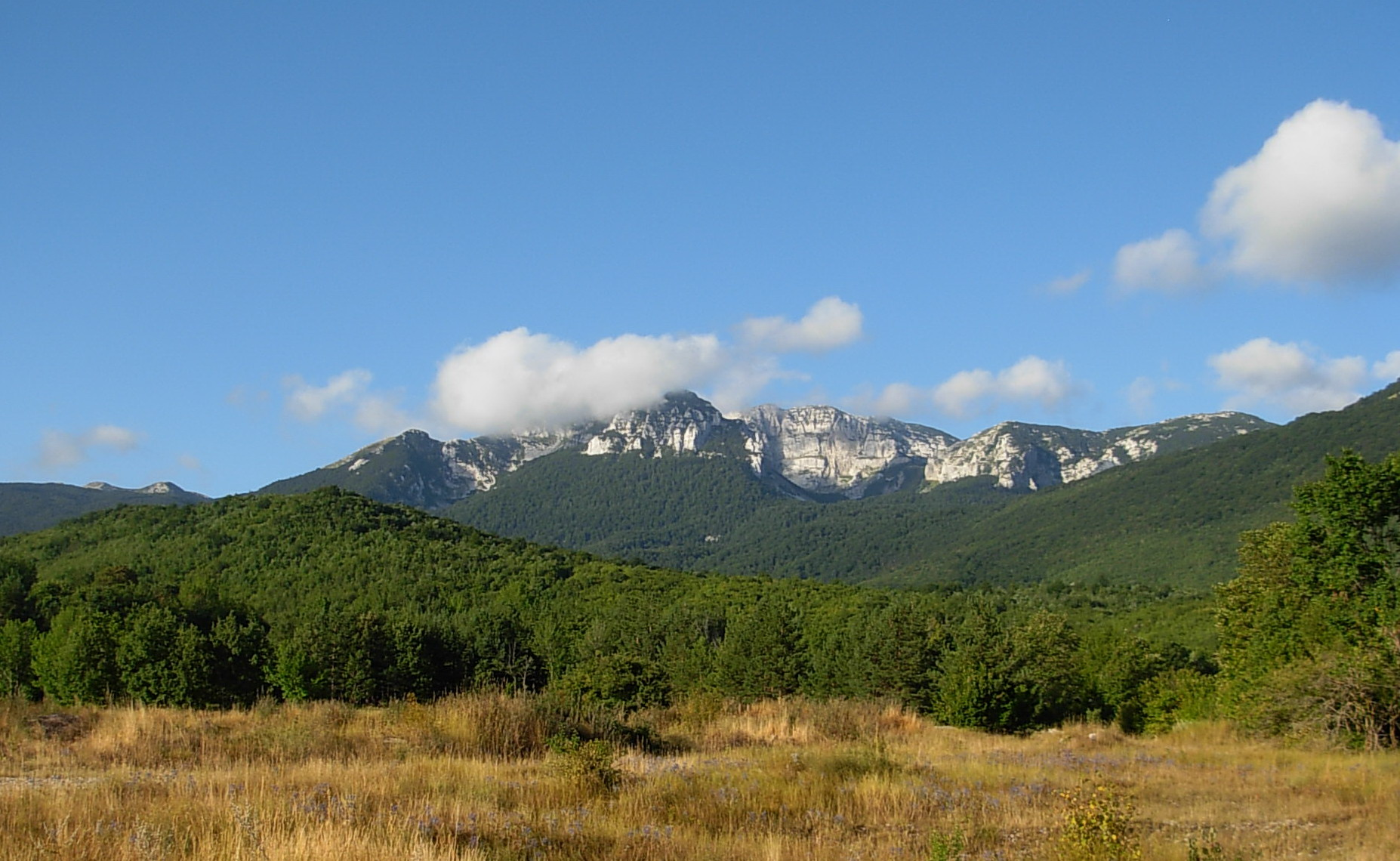
Nejvyšší vrchol Troglav, pohled z bosenské strany.

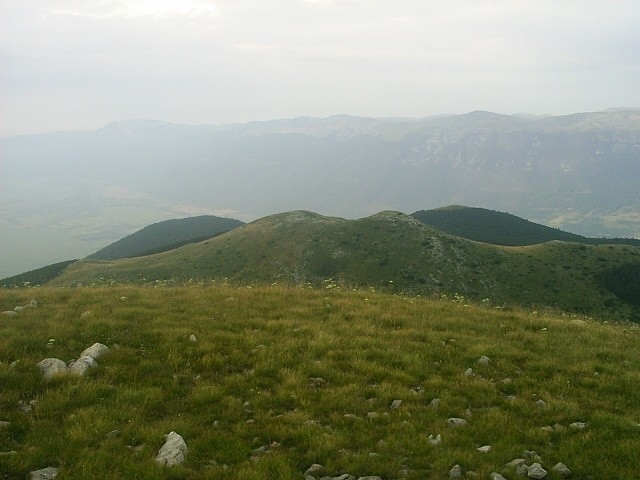
Pohled z vrcholu Šator.

Dinara (též chorvatsky Dinarsko gorje) je pohoří ve střední části Dinárských hor. Nachází se na hranicích Chorvatska a Bosny a Hercegoviny. Je nejvyšším pohoří na území Chorvatska. Představuje i přirozenou hranici mezi Bosnou a Hercegovinou a Dalmácií.

## Název
Ve starověku bylo toto pohoří nazýváno Adrion oros. Tento název se objevuje v římských zdrojích. Objevoval se také název Mons Adrio. Současný název pochází patrně od ilyrského kmene Dindarů, který obýval východní svahy pohoří. Tento závěr vychází ze spisu De administrando imperio z 10. století. Později byla podle Dinary pojmenována celá horská soustava na severozápadě Balkánského poloostrova – Dinárské hory.
Současný název se rozšířil nejspíše v 16. století a používal se i pro celý Balkánský poloostrov, např. u tureckého cestovatele Evliji Čelebiho. Zmínil ji ve svém cestopisu Seyahatname. V 16. století se název používal již pro toto pohoří i na dobových mapách, i když mnohdy spíše pro lokalitu s prameny řeky, než pro hory samotné.

## Poloha a přírodní poměry
Pohoří leží nedaleko města Knin a regionu Zagora (název regionu Zagora je odvozen právě od toho, že se nachází za Dinárským pohořím). V blízkosti pohoří ještě leží městečko Kijevo. Severně od Dinary na území Bosny a Hercegoviny se nachází město Bosansko Grahovo. Nejvyšším vrcholem pohoří je vrchol Troglav s 1913 m n. m. a dále potom Sinjal s nadmořskou výškou 1831 m n. m. Mezi další vyšší vrcholy patří: Bat (1854 m), Gnjat (1806 m), Janski vrh (1790 m), Jankovo brdo (1779 m), Sokol (1589 m) a Orlovac (1484 m). První uvedený vrchol se nachází na území Bosny a Hercegoviny; druhý nejvyšší, který leží na území Chorvatska, je zároveň nejvyšším vrcholkem Chorvatska.
Dinara se táhne v délce 84 km ve směru severozápad – jihovýchod. Šířka pohoří se pohybuje okolo 7 až 15 km. Na severu ji průsmyk Derala odděluje od pohoří Ilica a Jadovnik a na jihu za průsmykem Vaganj navazuje na Dinaru Kamešnica. Západní a jihozápadní ohraničení tvoří údolí řek Butišnica, Krka a Cetina, na které se nachází 20 km dlouhé Peručko jezero – za těmito údolími se zvedají pohoří Kozjak a Svilaja. Na severovýchodě klesá Dinara k Livanjskemu poli. Jihovýchodním směrem přechází pohoří Dinara v pohoří s názvem Kamešnica.
Monumentální pohledy na pohoří jsou především možné z jižní strany, kde Dinara přechází v krasová pole. Ačkoliv se mohou jevit jako atraktivní pro turisty nebo horolezce, většina tras vede na vrcholy Dinary v jiných směrech. Mezi horolezci je oblíbený vrchol Ošljak.

## Historie
Podhůří Dinary je považováno za místo vzniku chorvatského státu.
Odlehlé pohoří je obklopené řídce osídlenou krajinou. V 18. století tudy byla vedena tzv. linie Montzenigo, která oddělovala území Osmanské říše od Benátské republiky. Po podepsání Požarevackého míru v roce 1718 byla linie přesněji vytyčena, v letech 1721 až 1723 potom vyznačena i v terénu. Realizovali tak za Benátčany Alvise Montzenigo a za tureckou stranu Mehmed Sialy. 
Obyvatelstvo v dané oblasti bylo již od 16. století zaznamenéno jako slovanské pravoslavné (tj. srbské). Jejich příchod sem souvisel s expanzí Osmanské říše a populačními změnami v regionu. Srbové zde žili ve velkém počtu až do Chorvatské války za nezávislost. Tradičním způsobem obživy byl chov dobytka. Podle údajů z meziválečné Jugoslávie se zde chovalo téměř sto padesát tisíc ovcí. Oblast patřila k nejméně rozvinutým v rámci Chorvatska i Jugoslávie. Byla zde vysoká míra vystěhovanosti místních do větších center nebo i do zahraničí.
Při vojenských operacích v roce 1991 a později zde srbští povstalci obsadili linii Peruća – Vučipolje – Opsenjak – Karaula – Ravno Vrdovo – Bračev dolac – Vještić gora. Drželi také část území na straně dnešní Bosny a Hercegoviny. V rámci operace Zima '94 byla oblast osvobozena chorvatskými ozbrojenými silami. Válka jen zesílila trend odlivu obyvatelstva. I v současnosti zůstává Dinara a její okolí nejméně rozvinutou oblastí země. Potenciál pro turistický ruch není stoprocentně využíván.
V květnu 2016 zde byla umístěna první zcela automatická meteorologická stanice na Dinaře. Umístěna je před bivakovací chatkou Pume v nadmořské výšce 1630 m n. m. V roce 2020 ji doplnila další na vrcholu Sinjal.
V roce 2021 zde byl vyhlášen přírodní park (chorvatsky Park prirode Dinara).

## Geologická stavba a geomorfologie
Pohoří je budováno vápencem. Proto jsou zde četné krasové tvary – suché krasové doliny, závrty, škrapy. Zastoupeny jsou ale i další druhy kamene, jako např. dolomit nebo křída.
Nachází se tu i nejhlubší propast Bosny a Hercegoviny – Nevidna voda, která má podle měření ze srpna 2006 hloubku 561 m.
Nachází se zde také i Nevidna voda, která je považována za nejhlubší jeskynní systém v Bosně a Hercegovině.

## Fauna a flóra
Vegetace v pohoří se velmi ostře dělí na část, která je orientována směrem k mořskému pobřeží, která je především vyprachlá s travními porosty a s částí, která směřuje více do vnitrozemí Balkánského poloostrova. Tam se vyskytuje řada listnatých lesů. Z rostlin zde roste například Řeřišničník písečný, Modroušek dalmatský, Hořec žlutý a řada dalších rostlin.
Na svazích hor i v jejím okolí se nachází různé ohrady a tradiční je zde chov dobytka. Dobytek býval tradičně hnán na vrcholky Dinary. Žije zde také velký počet různých dalších živošichů, např. 15 druhů plazů. Z hadů zde žije endemický poddruh Zmije menši s názvem Vipera ursinii macrops. Vyskytuje se zde také Medvěd hnědý, Kočka divoká, vlk, Prase divoké apod. Endemickým druhem je dinárská myš Dolomys bogdanovi longipedis.

## Ochrana přírody
Přírodní park Dinara (chorvatsky Park prirode Dinara) zahrnuje území pohoří Dinara, ale také Troglav a Kamešnica, dále prameny řeky Cetiny a krasová pole Hrvatačko polje, Paško polje a Vrličko polje. Park je 12. co do velikosti na území Republiky Chorvatsko. Chráněné jsou místní endemické druhy, početné druhy živočichů a rostlin a významné přírodní hodnoty kvůli svojí unikátnosti. V Chorvatsku probíhá diskuze, zdali by ve městě Kijevo nemělo být sídlo uvedeného parku. Park zahrnuje území pohoří, které leží na chorvatské straně. Na straně Bosny a Hercegoviny se nenachází žádný národní park nebo jiná forma ochrany východního svahu Dinary.
Lokalita vyniká tím, že kromě chovu dobytka byla díky své odlehlosti a nehostinnosti uchráněna po staletí větším zásahům a vlivům člověka.
Mimo to zde existuje 11 lokalit v rámci Natura 2000.

## Vodstvo
Vzhledem k vápencovému charakteru pohoří se zde nenacházejí významnější vodní toky ani větší prameny. Výjimkou jsou ponorné řeky na severním a jižním úpatí pohoří. Severní část pohoří přísluší k povodí řeky Krky a jižní k povodí řeky Cetiny.

## Bezpečnost
v pohoří se nacházejí různé vojenské objekty jako např. vojenský výctvikový prostor Josipa Markiće.

## Turistika
v pohoří se nachází několik turistických chat. Do oblasti jsou vedeny turistické značené cesty, které začínají v Kninu, případně v Cetině.
Nachází se zde následující horské chaty:
- Horská chata Brezovac v nadmořské výšce 1050 m n. m.
- Horská chata Glavaš v nadmořské výšce 550 m n. m.
- Horská chata Sveti Jakov v nadmořské výšce 1001 m n. m.
- Bivakovací chatka (chorvatsky Planinarsko sklonište) Martinova košara v nadmořské výšce 1278 m n. m.
- Bivakovací chatka Rupe v nadmořské výšce 1363 m n. m.
- Bivakovací chatka Pume v nadmořské výšce 1630 m n. m.
- Bivakovací chatka Hrvatski vitez Josip Goreta v nadmořské výšce 1530 m n. m.
- Bivakovací chatka Lišanjski vrh v nadmořské výšce 1794 m n. m.
- Bivakovací chatka Jankovo brdo v nadmořské výšce 1780 m n. m.
- Bivakovací chatka Mali Maglaj v nadmořské výšce 1450 m n. m.

Několik dalších bivakovacích chatek v minulosti vyhořelo, např. v blízkosti Viještić gory, dále potom na Kamešnici v Kurtagića docu apod. Druhá uvedená byla obnovena.
Výstup na nejvyšší vrchol, Sinjal, není tolik náročný, jako výstup na další některé nižší vrcholy. Pravidelně je zde vždy 30. května organizován výstup místními spolky.

## Doprava
Dinara je jako odlehlá oblast s minimálním osídlením protkána jen velmi malým množstvím cest. Železniční spojení se nejbližší nachází v Kninu. Z jižní strany obchází pohoří silnice D1 a ze strany severní na území Bosny a Hercegoviny potom silnice celostátního významu z Bosanského Grahova do Livna. Obě jsou propojené horskými sedly severozápadně a jihovýchodně od samotné Dinary.

## Zajímavosti
Podle jednoho sloganu se Chorvatsko na Dinaře narodilo, v Makarsce bylo pokřtěno a v Sinji se vdalo. Dinara bývá také považována za symbol chorvatské státnosti.